# Бане (Тексас)
Бане (енгл. Bonney) град је у америчкој савезној држави Тексас.

## Демографија
По попису из 2010. године број становника је 310, што је 74 (-19,3%) становника мање него 2000. године.
| Група             | 2000.       | 2010.       |
| Белци             | 216 (56,3%) | 167 (53,9%) |
| Афроамериканци    | 39 (10,2%)  | 28 (9,0%)   |
| Азијати           | 5 (1,3%)    | 10 (3,2%)   |
| Хиспаноамериканци | 115 (29,9%) | 102 (32,9%) |
| Укупно            | 384         | 310         |